# Олні (Меріленд)
Олні (англ. Olney) — переписна місцевість (CDP) в США, в окрузі Монтгомері штату Меріленд. Населення — 35 820 осіб (2020).

## Географія
Олні розташоване за координатами 39°8′40″ пн. ш. 77°4′17″ зх. д. / 39.14444° пн. ш. 77.07139° зх. д. (39.144332, -77.071406).  За даними Бюро перепису населення США в 2010 році переписна місцевість мала площу 42,07 км², з яких 41,94 км² — суходіл та 0,13 км² — водойми.

## Демографія
Згідно з переписом 2010 року, у переписній місцевості мешкали 33 844 особи в 11 606 домогосподарствах у складі 9447 родин. Густота населення становила 805 осіб/км².  Було 11879 помешкань (282/км²).
Расовий склад населення:
| - 72,8 % — білих - 10,9 % — чорних або афроамериканців - 10,8 % — азіатів - 0,2 % — корінних американців - 2,6 % — осіб інших рас |

До двох чи більше рас належало 2,6 %. Частка іспаномовних становила 8,5 % від усіх жителів.
За віковим діапазоном населення розподілялося таким чином: 26,5 % — особи молодші 18 років, 62,7 % — особи у віці 18—64 років, 10,8 % — особи у віці 65 років та старші. Медіана віку мешканця становила 41,9 року. На 100 осіб жіночої статі у переписній місцевості припадало 91,8 чоловіків;  на 100 жінок у віці від 18 років та старших — 88,3 чоловіків також старших 18 років.
Середній дохід на одне домашнє господарство  становив 150 385 доларів США (медіана — 133 121), а середній дохід на одну сім'ю — 162 002 долари (медіана — 139 770). Медіана доходів становила 96 859 доларів для чоловіків та 68 713 долари для жінок. За межею бідності перебувало 2,6 % осіб, у тому числі 2,9 % дітей у віці до 18 років та 5,5 % осіб у віці 65 років та старших.
Цивільне працевлаштоване населення становило 19 243 особи. Основні галузі зайнятості: освіта, охорона здоров'я та соціальна допомога — 24,2 %, науковці, спеціалісти, менеджери — 20,6 %, публічна адміністрація — 11,6 %, фінанси, страхування та нерухомість — 8,0 %.